# Euphorbia tenebrosa
Euphorbia tenebrosa är en törelväxtart som beskrevs av Nicholas Edward Brown. Euphorbia tenebrosa ingår i släktet törlar, och familjen törelväxter. Inga underarter finns listade i Catalogue of Life.